# Antonio Granata
Antonio Granata (San Fili, 21 settembre 1766 – Aprigliano, 3 novembre 1818) è stato un pittore italiano.
Operò soprattutto nella provincia di Cosenza ed ebbe in vita un certo prestigio che venne riconosciuto anche tramite la sua nomina ad insegnante di disegno per il Real Collegio di Cosenza. Tra le sue maggiori opere si ricordano: la Madonna del Monserrato nella Chiesa di Sant'Ippolito nell'omonima frazione di Cosenza, la tela raffigurante la Madonna del Rosario tra i Santi Domenico e Agnese da Montepulciano conservata nell'antico coro, poi utilizzato come sacrestia, nella chiesa di San Domenico a Cosenza, e le opere su quattro dipinti degli Evangelisti nella chiesa Madre Santissima Annunziata di San Fili.